# Coleophora nigrosquamella
Coleophora nigrosquamella é uma espécie de mariposa do gênero Coleophora pertencente à família Coleophoridae.